# Eva Pierrakos
Eva Broch Pierrakos (Viena, 1915 - Nova York,1979), foi uma sensitiva e dançarina austríaca, fundadora do método de autoconhecimento Pathwork. 

## Biografia
Filha do famoso escritor Jacob Wassermann, Eva cresceu no meio de alguns dos grandes escritores do seu tempo, que eram amigos de seu pai - Hermann Hesse, Thomas Mann e Rudolf Steiner. Todavia, Eva se rebelou contra a vida intelectual. Na verdade, ela queria ser uma dançarina.
Era uma jovem brilhante e expansiva, o que a levou mais tarde, em Nova York, a tornar-se instrutora de dança. Eva deixou a Áustria antes da invasão nazista e mudou-se para Nova York. Foi na Suíça, entretanto, onde viveu durante alguns anos, que seu dom psíquico começou a se manifestar sob a  forma de escrita automática, canalizando os ensinamentos de uma entidade espiritual que, posteriormente, foram compilados na obra The Pathwork Guide Lectures e constituem os fundamentos do caminho espiritual conhecido como Pathwork.
Ela passou a meditar por longas horas, mudou sua dieta e assumiu o compromisso de usar o seu dom exclusivamente para ajudar as pessoas, assumindo o risco de perder amigos, que pensavam que ela estava enlouquecendo. Começou então a desenvolver a clariaudiência, não ouvindo vozes externas, mas vozes internas que provinham do seu cérebro.
O Pathwork foi elaborado por Eva Pierrakos como um método de autoconhecimento. De 1957 a 1979, Eva entrava em estado de leve transe e o seu guia espiritual falava através dela. Foram 258 palestras, cujos temas versavam sobre a natureza das realidades psicológica e espiritual e sobre o processo de transformação pessoal.
Em 1967, Eva conheceu John Pierrakos, psiquiatra, com quem se casou alguns anos depois. A fusão dos seus trabalhos individuais conduziu a uma grande expansão da comunidade  do Pathwork. Eva aprimorou a forma de trabalhar com grupos de estudos do Pathwork, com base na terapia de grupo da Core Energetics, proposta por John Pierrakos e Alexander Lowen. E assim o método começou a difundir-se pelo mundo.
Em 1972, o Trabalho do Caminho foi transformado em fundação educacional sem fins lucrativos a “Pathwork Foundation”.
Eva morreu em 1979, legando-nos uma rica herança de material canalizado. Além de 258 palestras, há o registro de centenas de sessões de perguntas e respostas e consultas particulares com o Guia.

## Obra
- O Caminho da Autotransformação. Eva Pierrakos. Editora Cultrix.
- Não Temas o Mal. Eva Pierrakos e Donovan Thesenga. Editora Cultrix.
- Criando União. O significado espiritual dos relacionamentos. Eva Pierrakos e Judith Saly. Editora Cultrix.
- Eu sem Defesas. Susan Thesenga. Editora Cultrix.
- Entrega ao Deus Interior. Eva Pierrakos e Donovan Thesenga. Editora Cultrix.
- Caminho para o Eu Real. Eva Pierrakos. Pathwork Regional São Paulo.
- Orações e Afirmações. Eva Pierrakos. Pathwork Regional São Paulo.
- Perguntas & Respostas - Volume 1, 2 e 3. Eva Pierrakos. Pathwork Regional São Paulo.

## Pathwork
O Pathwork é uma metodologia esotérica desenvolvida a partir dos ensinamentos que teriam sido canalizados pelo guia espiritual de Eva Pierrakos, sendo considerado como um caminho espiritual de autopurificação e autotransformação, envolvendo todos os níveis de consciência.